# Choeradoplana albonigra
Choeradoplana albonigra ist eine Art der zu den Landplanarien zählenden Gattung Choeradoplana. Sie kommt in Brasilien vor.

## Merkmale
Choeradoplana albonigra hat einen schlanken, subzylindrischen Körper und misst kriechend eine Länge von bis zu 63 Millimetern. Individuen der Gattung Choeradoplana weisen einen Retraktormuskel und Drüsen im Kopfbereich auf. Das Vorderende ist nach hinten gebogen. Im Gegensatz zu anderen Arten der Gattung Choeradoplana findet sich bei Choeradoplana albonigra auf der Bauchseite keine kissenartige Drüsenstruktur. Der Bauch und der Rücken haben eine verkehrsweiße Grundfärbung. In der Mitte des Rückens befindet sich eine breite Längsbande, die drei Viertel der Körperbreite ausmacht und an den äußeren Rändern dunkler ist. Es findet sich bei vielen Individuen zudem eine dünne tiefschwarze Mittellinie auf dem Rücken. Am äußersten Vorder- und am Hinterende ist der Körper leicht orange gefärbt. Viele Augen verteilen sich an den Körperrändern vom Vorder- bis zum Hinterende in zwei bis sechs Reihen.
Der Kopulationsapparat weist keine Penispapille auf, das weibliche Atrium genitale ist trichterförmig.

## Verbreitung
Die Art wurde in den brasilianischen Bundesstaaten Rio de Janeiro und Espírito Santo nachgewiesen.

## Etymologie
Das Artepitheton albonigra kommt aus dem Lateinischen und bedeutet schwarzweiß.

## Systematik
Albert Riester ordnete die Art bei der Erstbeschreibung der Gattung Geoplana zu. Jedoch beachtete Riester in seiner Beschreibung nicht die innere Morphologie, die heutzutage bei der systematischen Einordnung von Landplanarienarten genutzt wird.
Im Jahr 1990 veröffentlichten Robert E. Ogren und Masaharu Kawakatsu ein Review Paper über die Systematik der Landplanarien. Hier wurden neben Notogynaphallia die Gattungen Gigantea und Pasipha aus der Gattung Geoplana ausgegliedert. Aufgrund der äußeren Merkmale wurde Geoplana albonigra zunächst in der Gattung Notogynaphallia eingegliedert.
2021 ordnete die Forschungsgruppe um Fernando Carbayo die Art einer anderen Gattung zu. Die festgestellten morphologischen Merkmale und eine molekulargenetische Untersuchung ließen den Schluss zu, dass die Art der Gattung Choeradoplana angehört.